# Philipp Jakob Nabholz
Philipp Jakob Nabholz (* 15. April 1782 in Villingen; † 10. Oktober 1842 in Meersburg) war ein deutscher, zeitweise in der Schweiz tätiger, Benediktinermönch, Seminarleiter und Reformpädagoge.

## Leben
Philipp Jakob Nabholz trat in seiner Heimatstadt Villingen in den Benediktinerorden ein. 1802 bis 1804 studierte er Theologie, Philosophie und Mathematik in Freiburg im Breisgau. 1806 folgte  die Priesterweihe. In der Vorbereitung auf ein Pfarramt im Priesterseminar in Meersburg interessierte sich der von Ignaz Heinrich von Wessenberg geförderte Nabholz zunehmend für die Pädagogik und ließ sich durch den Pestalozzischüler Carl August Zeller in Zürich zum Lehrer weiterbilden. 
1810 übernahm Nabholz die Leitung des Priesterseminars von Kreuzlingen, das 1814 aufgelöst und in eine Knabenanstalt umgewandelt wurde. Nabholz nahm in dieser Zeit persönlichen Kontakt zu dem Reformpädagogen Johann Heinrich Pestalozzi auf und hielt sich bei ihm in Yverdon über ein halbes Jahr auf. Nabholz Vorgesetzte lösten ihn jedoch ab und versetzten ihn als Pfarrverweser nach Waldkirch, einem heutigen Ortsteil von Waldshut-Tiengen. Erst 1822 wechselte Nabholz nach Aarau, wo er die Leitung des Lehrerseminars übernahm. 1834 folgte die Leitung der katholischen Präparandenanstalt in Rastatt, die unter Nabholz in Esslingen reorganisiert wurde. 1839 wurde die Anstalt geteilt. 
Im ehemaligen Priesterseminar von Meersburg wurde ein katholisches Lehrerseminar für die oberen badischen Lande eingerichtet. Nabholz übernahm die Leitung der Einrichtung. Gegen den „Wessenbergianer“ Nabholz polemisierte 1839 der ultrakonservative badische Politiker Heinrich Bernhard von Andlaw-Birseck, der Nabholz vorwarf, sich durch sein Programm und Lehren als Rationalist erwiesen zu haben und keinen Funken Christentum zu besitzen.
Nabholz verstarb 1842 in Meersburg. Das ultramontane Blatt Der Katholik schrieb in einem Nachruf, für Nabholzens Tod müsse die Kirche nur dem lieben Gott Dank wissen.

## Bedeutung
Philipp Jakob Nabholz großes Verdienst liegt in der Strukturierung der Lehrerausbildung in Wettingen mit dem Anspruch auf wissenschaftliches Niveau und pestalozzische Empathie. Nabholz war ein Vordenker der universitären Lehrerausbildung. Daneben entwickelte er eine Schreiblese-Methode, die an den badischen Elementarschulen zur Anwendung kam.

## Publikationen
Als Philipp Markus Jakob Nabholz: 
- Darstellung des Großherzgl. Bad. Kathol. Schullehrer-Seminars zu Ettlingen seit Dezember 1835. Staats- u. Regierungsblatt, Karlsruhe 1837.
- Der Schule Wesen und Gliederung. Staats- u. Regierungsblatt, Karlsruhe 1838.
- Leitfaden zum deutschen Sprachunterrichte für Elementarschulen. Herder, Karlsruhe und Freiburg 1839.
- mit K. Jung: Anleitung zur Ertheilung des Schreiblese-Unterrichtes. Herder, Karlsruhe 1845.
- Gott-Büchlein oder erster Unterricht von Gott und Jesus Christus nebst Vorübungen zum Gedrucktlesen nach der Nabholz'schen Schreiblesemethode für Badens Elementarschulen. Vogel, Rastatt 1858.